# Arion (animal)

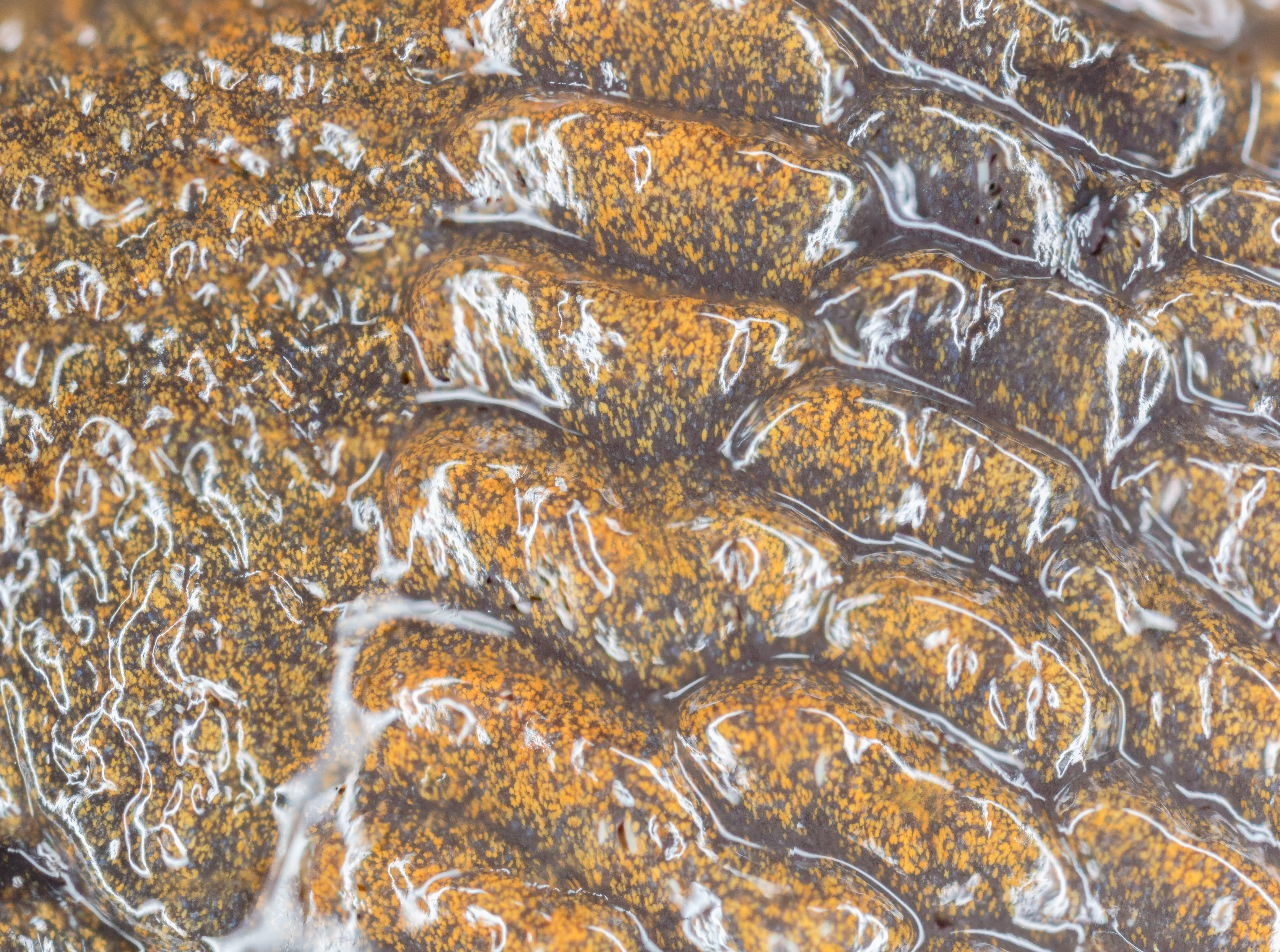
Detalle de la piel de una File:Babosa común (Arion ater).

Arion es un género de moluscos gasterópodos pulmonados terrestres de la familia Arionidae en el orden de los Stylommatophora. Se les conoce comúnmente con el nombre de babosas.

## Distribución geográfica
Se encuentra en el paleártico.

## Especies
Se reconocen las siguientes especies:
- Arion alpinus Pollonera, 1887
- Arion anthracius Bourguignat, 1886
- Arion ater Linnaeus, 1758
- Arion atripunctatus Dumont & Mortillet, 1853
- Arion baeticus Garrido, Castillejo & Iglesias, 1994
- Arion circumscriptus Johnston, 1828
- Arion distinctus J. Mabille, 1868
- Arion euthymeanus Florence, 1886
- Arion fagophilus De Winter, 1986
- Arion fasciatus (Nilsson, 1823)
- Arion flagellus Collinge, 1893
- Arion franciscoloi Boato, Bodon & Giusti, 1983
- Arion fuligineus Morelet, 1854
- Arion fuscus (O.F. Muller, 1774)
- Arion gilvus Torres Minguez, 1925
- Arion hispanicus Simroth, 1886
- Arion hortensis A. Ferussac, 1819
- Arion intermedius Normand, 1852
- Arion iratii Garrido, Castillejo & Iglesias, 1995
- Arion isseli Lessona & Pollonera, 1882
- Arion lizarrustii Garrido, Castillejo & Iglesias, 1995
- Arion lusitanicus (Mabille, 1868)
- Arion magnus Torres Minguez, 1923
- Arion molinae Garrido, Castillejo & Iglesias, 1995
- Arion nobrei Pollonera, 1889
- Arion obesoductus P. Reischutz, 1979
- Arion occultus Anderson, 2004
- Arion owenii Davies, 1979
- Arion paularensis Wiktor & Parejo, 1989
- Arion ponsi Quintana, 2007
- Arion rufus (Linnaeus, 1758)
- Arion silvaticus Lohmander, 1937
- Arion simrothi Kunkel, 1909
- Arion subfuscus (Draparnaud, 1805)
- Arion transsylvanus Simroth, 1885
- Arion urbiae De Winter, 1986
- Arion vejdowskyi Babor & Kostal, 1893
- Arion vulgaris Moquin-Tandon, 1855
- Arion wiktori Parejo & Martin, 1990